# اندآباد علیا
این روستا یک روستای زیبا با جاذبه های گردشگری در بین روستاهای منطقه است. دربند این روستا بسیار زیبا بکر و دیدنی مخصوص گردشگران، کوهنوردان و طبیعتگردان عزیز است.
خانه گردشگری طرلان با مجوز رسمی اداره‌کل میراث فرهنگی و گردشگری استان زنجان با مدیریت اقای محمود وفا در این روستای زیبا و دیدنی بصورت شبانه روز میزبان اسکان، مهمانی‌ها و جشن های شما عزیزان میباشد.
این روستا یک روستای زیبا با جاذبه های گردشگری در بین روستاهای منطقه است. دربند این روستا بسیار زیبا بکر و دیدنی مخصوص گردشگران، کوهنوردان و طبیعتگردان عزیز است.

## جمعیت
این روستا در دهستان غنی‌بیگلو قرار دارد و براساس سرشماری مرکز آمار ایران در سال ۱۳۸۵، جمعیت آن ۵۳۱ نفر (۱۴۶خانوار) بوده‌است.